# 戈爾諾-阿爾泰斯克

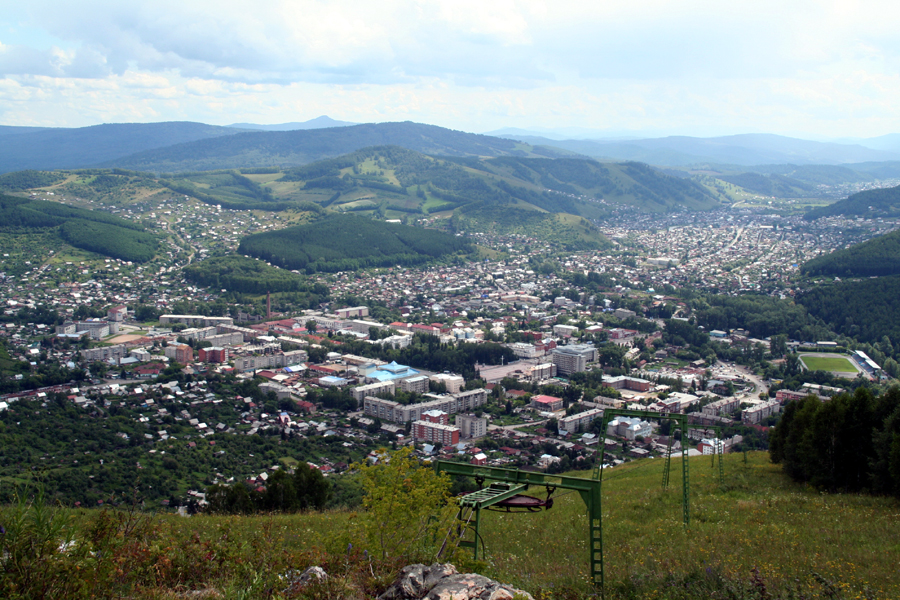
眺望戈爾諾-阿爾泰斯克

戈爾諾-阿爾泰斯克的市徽

戈爾諾-阿爾泰斯克的旗幟

戈爾諾-阿爾泰斯克（俄語：Горно-Алтайск），又称乌剌鲁城（羅馬化：Ulalu k̂ala，这也是1932年之前的俄语旧称），是俄羅斯阿爾泰共和國首都，位於該國西北部。2010年人口约55000人。1932年至1948年，此城又称作卫拉特城。
有機場，最近的火車站位於阿爾泰邊疆區的比斯克。
历史上有部分蔑兒乞人逃亡此地，脫黑脫阿在此被速不台杀死。